# Diadectes
Diadectes is een geslacht van uitgestorven herbivore Reptiliomorpha uit het Vroeg-Perm. Soorten uit dit geslacht werden tot drie meter lang en behoorden daarmee tot de grootste landdieren uit die periode. Er zijn ten minste zes soorten in het geslacht benoemd.

## Vondst en naamgeving

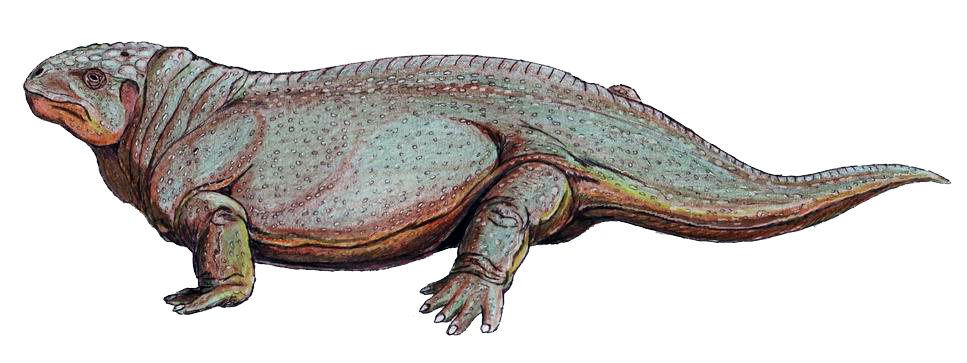
Diadectes

Vondsten van Diadectes zijn gedaan in Noord-Amerika, met name Texas, Oklahoma, Utah, maar ook in Duitsland. In de jaren zeventig van de negentiende eeuw vond Jakob Boll de eerste exemplaren in Archer County, Texas. In 1878 benoemde en beschreef Edward Drinker Cope de typesoort Diadectes sideropelicus. De geslachtsnaam betekent 'dwarsbijter' naar de overdwars verbrede maxillaire tanden. De soortaanduiding betekent 'uit de ijzerklei'.
Het holotype AMNH 4360 werd gevonden in de Petroliaformatie, die dateert uit het bovenste Artinskien (Rotliegend), ongeveer 280 miljoen jaar oud. Het bestaat slechts uit een stuk kaak met vier tanden. Om te voorkomen dat Diadectes een nomen dubium zou worden, is later een schedel met de voorkant van het verdere skelet als neotype aangewezen als specimen FMNH UR 27.
Verschillende, ten dele later benoemde, geslachten worden tegenwoordig als synoniemen van Diadectes beschouwd: Empedocelis Cope 1878, Metamosaurus Cope 1878, Nothodon Marsh 1878, Empedias Cope 1881, Chilonyx Cope 1883, Bolobodon Cope 1896, Diadectoides Case 1911 en Animasaurus Case & Williston 1912.

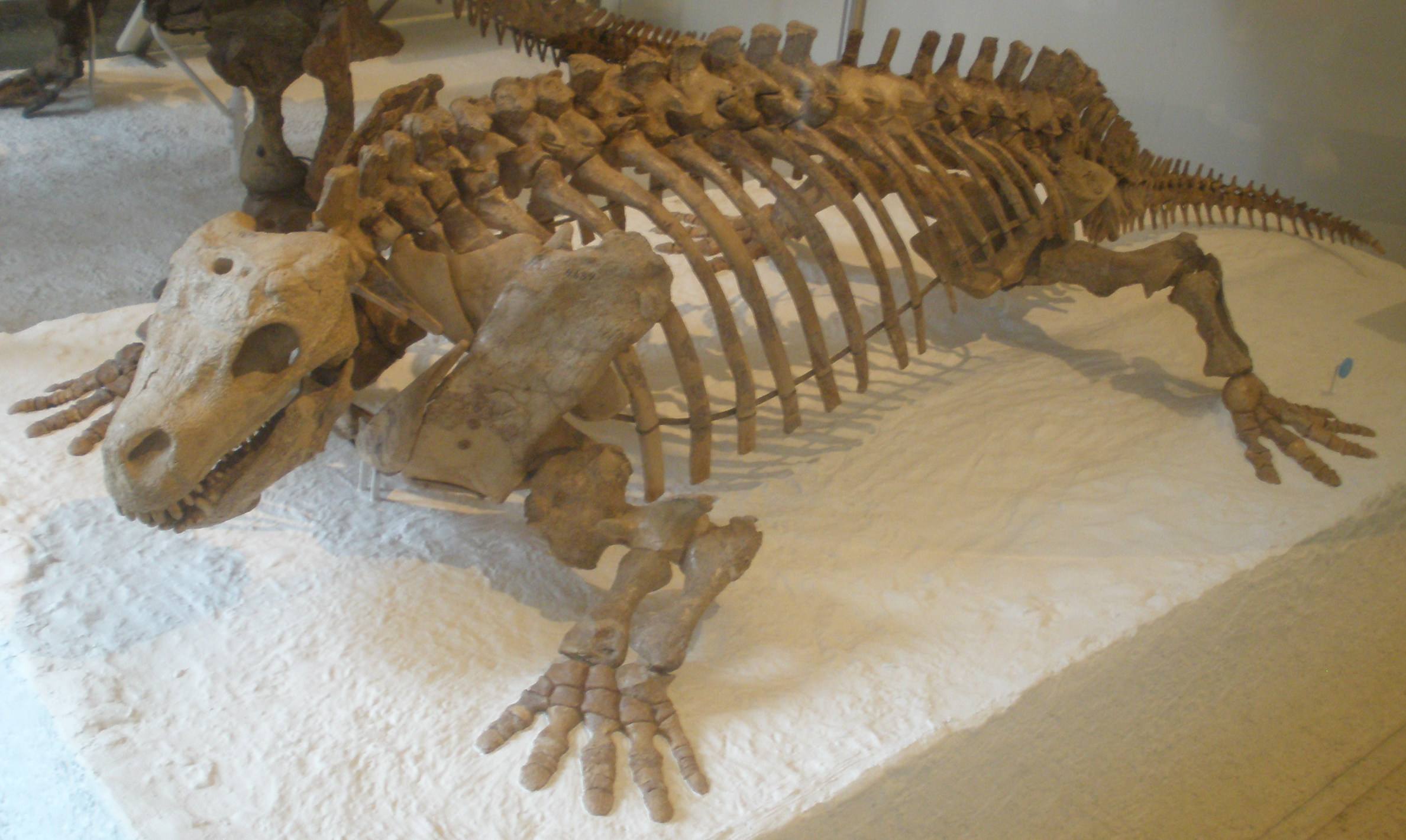
Diadectes phaseolinus

Er zijn ook soorten die later direct binnen het geslacht Diadectes benoemd zijn: Diadectes phaseolinus Cope 1880; Diadectes fissus Cope 1883 gebaseerd op specimen AMNH 4348 uit Texas; Diadectes biculminatus Cope 1896, gebaseerd op specimen AMNH 4374, een onderkaak uit Texas; Diadectes maximus Case 1911, gebaseerd op specimen AMNH 4392, drie wervels uit Texas; Diadectes huenei Broom 1914, gebaseerd op specimen AMNH 4352; Diadectes sanmiguelensis Lewis & Vaughn 1965, gebaseerd op specimen MCZ 2989, een skelet met schedel uit Colorado; en Diadectes absitus Sumida, Berman & Martens 1992, gebaseerd op Museum der Natur Gotha, Inv.-Nr. MNG 8747, een skelet gevonden bij Bromacker in Thüringen.

## Kenmerken
Het skelet van Diadectes vertoont veel kenmerken van een reptiel, maar uit een aantal schedelkenmerken werd duidelijk, dat het geen reptiel is. Dit dier was echter zeer geschikt voor een leven op het land. Diadectes had een gedrongen lichaam met een hoogontwikkelde kop, een massieve schouder- en bekkengordel, korte, krachtige poten en sterke wervels en ribben. Aan de voorzijde van de boven- en onderkaak bevonden zich acht korte, stiftvormige tanden, die geschikt waren om plantendelen af te scheuren. Aan de zijdelingse kaakranden bevonden zich stompe, zijdelings verbrede tanden.

## Fylogenie
Cope plaatste Diadectes in 1880 in een eigen Diadectidae. Die maken naar huidige inzichten deel uit van de Diadectomorpha, een nauw aan de Amniota verwante groep binnen de Reptiliomorpha. Eerder werden ze wel gezien als zeer basale reptielen.
Diadectes wordt vaak een 'amfibie' genoemd maar is niet nauw verwant aan de huidige Lissamphibia. Ook is het de vraag of zijn levenscyclus die van een huidige amfibie was in de zin dat hij eitjes in het water legde, en daar als larve met kieuwen leefde. Het kan zijn dat Diadectomorpha hun eieren reeds op het land legden.

## Leefwijze
Het is mogelijk, dat Diadectes zich voedde met schaaldieren, maar gezien de omvang van het lichaam en de korte krachtige kaken met stevige maaltanden is het waarschijnlijker dat het een herbivoor was. Als alle feiten kloppen, was het de eerste herbivore amfibie en tijdgenoot van het eerste herbivore reptiel Edaphosaurus. Diadectes voedde zich waarschijnlijk met varens en mossen.